# نوا زمبلا (فیلم)
نوا زمبلا فیلمی در ژانر درام-تاریخی ساخته کشور هلند در سال ۲۰۱۱ و به کارگردانی راینوث اولمانس است. نوا زمبلا اولین فیلم بلند سینمایی هلندی است که به صورت سه بعدی اکران شده‌است.
این فیلم آخرین سفر ویلم بارنزز و جیکوب ون هیمسکرک را در طی سالهای ۱۵۹۷–۱۵۹۶ توصیف می‌کند، هنگامی که آنها و خدمه کشتی‌شان سعی کردند گذرگاه آبی شمال شرقی به هند را کشف کنند. اما، با توجه به یخ زدگی دریا، کشتی آنها در رشته جزایر نوایا زملیا به یخ نشست و آنها مجبور به گذران زمستان در یک کلبه چوبی (امن خانه) شدند. داستان فیلم از نگاه گرت د وئر روایت می‌شود و روند داستان براساس دفترچه خاطراتی که او به شکل کتاب در سال ۱۵۹۸، پس از بازگشتش به هلند منتشر کرد، با نگاهی آزادانه ساخته شده‌است.
گریت به عنوان شخصی ترسیم شده که رابطه‌ای عاشقانه با کاتارینا پلانسیوس، دختر پتروس پلانسیوس دارد. پتروس پلانسیوس اخترشناس، نقشه‌نگار و روحانی فلاندری بود که در ایجاد ایدهٔ دستیابی به گذرگاه شمال شرقی برای رسیدن به هندوستان پیشگام بود.
اثر نوایا زملیا، برای اولین بار توسط دی-فییر البته به روشی غیرتاریخی شرح داده شده‌است، در این فیلم نشان داده می‌شود.

## بازیگران
- رابرت د هوگ در نقش جریت د وئر
- درک د لینت در نقش ویلم بارنزز
- ویکتور راینیر در نقش ژاکوب ون هایمسکرک
- جان دکلیر در نقش پتروس پلانسیوس
- دوتزن کروس در نقش کاترینا پلانسیوس
- سمی شیلت در نقش کلس

## مکانهای فیلمبرداری
این فیلم در مکانهایی از ایسلند، بلژیک، کانادا و هلند فیلمبرداری شده‌است. صحنه‌های نمایش داده شده در آمستردام در بروژ فیلمبرداری شده‌است.